# Адзай Ґо
Адза́й Ґо́ (яп. 浅井江, あざいごう, МФА: [ad͡zai̯ goː]; 1573 — 3 листопада 1626) — японська державна і політична діячка періоду Адзуті-Момояма. Третя наймолодша донька Адзая Наґамаси та Оїті. Небога Оди Нобунаґи. Сестра Адзаї Тяті та Адзаї Хацу. Була у тьох шлюбах. 1583 року була видана в шлюб із Садзі Кадзунарі, але розлучена за наказом Тойотомі Хідейосі. Вдруге стала дружиною небожа Хідейосі, Тойотомі Хідекацу. Від нього народила доньку Тойотомі Садако. 1595 року, після смерті чоловіка, одружилася втретє з Токуґавою Хідетадою, майбутнім сьоґуном сьоґунату Едо. Народила двох синів та п'ять доньок. Матір третього сьоґуна Токуґави Ієміцу, бабуся Імператорки Мейсьо. Посмертне ім'я — Її високість пані Су́ґен (崇源院, すうげんいん). Інші прижеттєві імена: Оґо́ (小督, おごう), Ейо́ (江与, えよ). Посмертно нагороджена 1-м молодшим чиновницьким рангом.